# ルイ・フレモー
ルイ・フレモー（Louis Frémaux, 1921年8月13日 エール＝シュ＝ラ＝リス - 2017年3月20日）はフランスの指揮者。

## 経歴
レーニエ3世の依頼でモンテカルロ歌劇場管弦楽団（モンテカルロ・フィルハーモニー管弦楽団）の首席指揮者を務めた後、バーミンガム市交響楽団の音楽監督に就任。第二次世界大戦中はレジスタンス活動に協力した。同交響楽団の名声が高まるのを見届けた後、サイモン・ラトルに役目を引き継がせた。その後はシドニー交響楽団の首席指揮者に転任した。